# 40 النهر
القيض أو النهر 40 (بالإنجليزية: 40 Eridani)‏ اسمه التقليدي Keid مشتق من الاسم العربي وهو نظام نجمي ثلاثي في كوكبة النهر يبعد أقل من 16.5 سنة ضوئية عن الأرض. من السهل رؤوية النجم الرئيسي القيض A بالعين المجردة. في حين اكتشف الرفيقين B، C بواسطة ويليام هيرشيل في 31 كانون الثاني من سنة 1783. ولوحظ مرة أخرى من قبل فريدريش جورج فيلهلم ستروفه في عام 1825 ومرة أخرى بواسطة أوتو فيلهلم فون ستروفه في 1851.
اكتشف في عام 1910، على الرغم من أن القيض B نجم خافت، فإنه أبيض اللون. مما يعني أنه نجمة صغيرة، كان أول قزم أبيض مكتشف.

## معلومات عامة
القيض الرئيسي هو قزم نسق أساسي ينتمي إلى الفئة الطيفية K1أما رفيقه القيض B فهو قزم أبيض ينتمي إلى الفئة الطيفية DA4 بينما القيض C هو قزم أحمر مضيء ينتمي إلى الفئة الطيفية M4.5e ويعرف كنجم متغير النهر DY. وحسب الفرضية فإن النجم B كان نجم نسق أساسي وكان أكبر النجوم في هذا النظام قبل أن ينتقل إلى قزم أبيض. ويدور مع C في مدار حول بعضهما البعض بمسافة تبلغ 400 وحدة فلكية

## احتمال الحياة

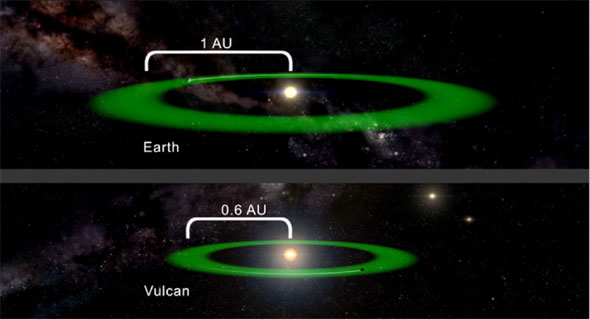
مقارنة بين الأرض والكوكب الافتراضي في منطقة الحياة حول القيض

يملك النجم الرئيسي بنية معدنية وتساوي حوالي 65% من معدنية المجموعة الشمسية. مما يوفر كمية من العناصر الثقيلة الكافية لتشكل الكواكب الصخرية، لكن حتى الآن لم يكتشف أي كوكب حول هذا النجم. وطبقاً للحسابات فإنه في حالة وجود كوكب في Habitable zone [الإنجليزية] ووجود كوكب يحوي المياه ووفق قانون كبلر الثالث فإنه سوف يبعد عن النجم الرئيسي مسافة 0.63 وحدة فلكية وهذا الكوكب سيدور حول نجمه خلال 203 يوم أرضي وسيظهر النجم الرئيسي أكبر من سطح هذا الكوكب بحوالي 30%. وفي حالة وجود مراقب على سطح هذا الكوكب الافتراضي فإنه سيرى النجمين الرفيقين B وC بشكل متألق جداً فسيكون لهما قدر ظاهري -8 و-6 وعلى الرغم من ذلك فإن ضيائهما غير كافي ليبدد ظلمة ليل هذا الكوكب. ومن المرجح عدم وجود كواكب حول B لإنهم سيكونون قد دمروا أثناء تطور النجم إلى قزم أبيض. أما بالنسبة ل C فإنه أصدر أثناء تطوره كميات كبيرة من الأشعة السينية والتي ستكوم قاتلة لأي كائن من الممكن أن يوجد